# Somewhere (film)
Somewhere is een Amerikaanse dramafilm uit 2010 onder regie van Sofia Coppola. Zij won met deze film de Gouden Leeuw op het Filmfestival van Venetië.

## Verhaal
Johnny Marco is een filmster uit Hollywood. Hij verblijft in het dure Chateau Marmont Hotel. Tussen zijn werkverplichtingen in racet hij rondjes in zijn sportauto, bestelt hij af en toe een paaldanseressentweeling om bij hem op te treden (die hun eigen demontabele palen meenemen), heeft hij seks met diverse vrouwen, en laat hij zich masseren (één keer blijkt de masseur een man, die zich uitkleedt om meer gelijkwaardigheid te creëren, maar daar bedankt hij beleefd voor). Het zijn liefhebberijen die hem licht amuseren, maar zijn bestaan blijft toch vrij leeg.
Hij is gescheiden. Af en toe heeft hij zijn 11-jarige dochter Cleo, maar op een dag vraagt zijn ex hem langer op haar te passen, tot nader order wil ze haar niet terug. Haar aanwezigheid geeft het bestaan van Johnny Marco een nieuwe betekenis en een gevoel voor verantwoordelijkheid; zo stuurt hij een naakte vrouw die hij in zijn bed aantreft weg omdat het niet gelegen komt, nu Cleo er is. Het valt hem zwaar dat Cleo op een dag een paar weken op kamp gaat. Nadat ze is vertrokken wil hij zijn leven veranderen: hij checkt uit uit het hotel, zet zijn auto ergens op het platteland langs de kant, en gaat verder lopen.

## Rolverdeling
- Stephen Dorff: Johnny Marco
- Elle Fanning: Cleo
- Chris Pontius: Sammy
- Laura Chiatti: Sylvia
- Lala Sloatman: Layla
- Ellie Kemper: Claire
- Michelle Monaghan: Rebecca